# Pallavolo Padoue
Pour les articles homonymes, voir Padoue (homonymie).
Maillots
Le Pallavolo Padova (connu également sous les noms des différents sponsors principaux au cours de son existence) est un club de volley-ball basé Padoue qui a été fondé en 1970 et évolue au plus haut niveau national (Serie A1).

## Historique

Ancien logo du Pallavolo Padoue

- 1983 : le club remonte en Serie A1.

### Sponsorsing
- 1971-1972 : Petrarca Padova
- 1972-1973 : ?
- 1973-1976 : Gorena Padova
- 1976-1978 : Dermatrophine Padova
- 1978-1979 : Petrarca Padova
- 1979-1980 : Thermomec Padova
- 1980-1982 : King'S Jeans Padova
- 1982-1985 : Americanino Padova

- 1986-1988 : Ciesse Padova
- 1988-1989 : Petrarca Padova
- 1989-1990 : Sernagiotto Padova
- 1990-1991 : Charro Padova
- 1992-1993 : Charro Esperia Padova
- 1993-1994 : Ignis Padova
- 1996-1997 : MTA Padova
- 1997-1999 : Jucker Padova
- 1999-2000 : Zeta Line Padova
- 2000-2001 : European Padova
- 2001-2002 : Sempre Volley Padova
- 2002-2005 : Edilbasso & Partner Padova
- 2005-2006 : Giotto Padova
- 2006-2009 : Antonveneta Padova
- 2009-2010 : Pallavolo Padova
- 2010-2011 : Phyto Performance Padova
- 2011-2012 : Fidia Padova
- 2012-2016 : Tonazzo Padova
- 2016- : Kioene Padova

## Résultats sportifs

### Palmarès
| Compétitions nationales                    | Compétitions internationales                                                    |
| - Coupe d'Italie A2 (1) - Vainqueur : 2014 | - * Coupe de la CEV (1) - Vainqueur : 1994 - Finaliste : 1988, 1989, 1992, 1993 |

### Saison par saison
| Saison    | Championnat | Championnat | Championnat | Championnat | Championnat | Championnat | Championnat | Championnat | Coupe d'Italie | Supercoupe d'Italie | Coupe d'Europe | Autres           |
| Saison    | Division    | Niveau      | Phase I     | Pts         | M           | V           | D           | Phase II    | Coupe d'Italie | Supercoupe d'Italie | Coupe d'Europe | Autres           |
| --------- | ----------- | ----------- | ----------- | ----------- | ----------- | ----------- | ----------- | ----------- | -------------- | ------------------- | -------------- | ---------------- |
| 1999-2000 | Serie A1    | I           | 11e/12      | 20          | 22          | 5           | 17          | -           | 1/4 de f.      | -                   | -              |                  |
| 2000-2001 | Serie A1    | I           | 12e/14      | 26          | 26          | 9           | 17          | -           | 1/4 de f.      | -                   | -              |                  |
| 2001-2002 | Serie A1    | I           | 13e/14      | 17          | 26          | 5           | 21          | -           | -              | -                   | -              |                  |
| 2002-2003 | Serie A1    | I           | 11e/14      | 28          | 26          | 9           | 17          | -           | -              | -                   | -              |                  |
| 2003-2004 | Serie A1    | I           | 5e/14       | 44          | 26          | 15          | 11          | 1/4 de f.   | 1/4 de f.      | -                   | -              |                  |
| 2004-2005 | Serie A1    | I           | 5e/14       | 43          | 26          | 14          | 12          | 1/4 de f.   | 1/2 f.         | -                   | -              |                  |
| 2005-2006 | Serie A1    | I           | 11e/14      | 25          | 26          | 7           | 19          | -           | -              | -                   | 1/2 f.         |                  |
| 2006-2007 | Serie A1    | I           | 12e/14      | 23          | 26          | 6           | 20          | -           | -              | -                   | -              |                  |
| 2007-2008 | Serie A1    | I           | 11e/14      | 25          | 26          | 8           | 18          | -           | 1/4 de f.      | -                   | -              |                  |
| 2008-2009 | Serie A1    | I           | 14e/14      | 20          | 26          | 6           | 20          | -           | -              | -                   | -              |                  |
| 2009-2010 | Serie A2    | II          | 8e/15       | 44          | 28          | 15          | 13          | 1/4 de f.   | -              | -                   | -              | 1/4 de f. (CIA2) |
| 2010-2011 | Serie A2    | II          | 2e/16       | 74          | 30          | 25          | 5           | Vainqueur   | -              | -                   | -              | 1/2 f. (CIA2)    |
| 2011-2012 | Serie A1    | I           | 13e/14      | 27          | 26          | 8           | 18          | -           | -              | -                   | -              |                  |
| 2012-2013 | Serie A2    | II          | 7e/13       | 40          | 24          | 12          | 12          | Finaliste   | -              | -                   | -              |                  |
| 2013-2014 | Serie A2    | II          | 1er/11      | 48          | 20          | 18          | 2           | -           | -              | -                   | -              | Vainqueur (CIA2) |
| 2014-2015 | Serie A1    | I           | 11e/13      | 15          | 24          | 5           | 19          | -           | -              | -                   | -              |                  |
| 2015-2016 | Serie A1    | I           | 7e/12       | 28          | 22          | 9           | 13          | 1/4 de f.   | -              | -                   | -              |                  |
| 2016-2017 | Serie A1    | I           | 12e/14      | 22          | 26          | 6           | 20          | -           | 1/8e de f.     | -                   | -              |                  |
| 2017-2018 | Serie A1    | I           | 9e/14       | 35          | 26          | 11          | 15          | -           | 1/4 de f.      | -                   | -              |                  |

## Joueurs et personnalités du club

### Entraîneurs
- 1971-1972 :  Nereo Baliello
- 1972-1973 : ?
- 1973-1975 :  Nereo Baliello
- 1975-1976 : ?
- 1976-1977 :  Nereo Baliello
- 1977-1978 :  Zbigniew Zarzycki
- 1978-1980 : ?
- 1980-1981 :  Nereo Baliello
- 1981-1984 :  Luigi Schiavon
- 1982-janv. 1984 :  Nereo Baliello
- 1984-1985 :  Zbigniew Zarzycki

- 1986-1988 :  Vladimir Jankovic
- 1988-1992 :  Silvano Prandi
- 1990-1991 :  Vladimir Jankovic
- 1997-1999 :  Luigi Schiavon
- 1999-mars 2000 :  Vladimir Jankovic
- Mars 2000-2000 :  Alberto Di Mattia
- 2000-2001 :  Angelo Lorenzetti
- 2001-2002 :  Antonio Babini
- 2002-2005 :  Francesco Dall'Olio
- 2005-nov. 2005 :  Mauro Berruto
- Déc. 2005-2007 :  Luigi Schiavon
- 2007-2009 :  Bruno Bagnoli
- 2009-janv. 2010 :  Lorenzo Bernardi
- Janv. 2010-2012 :  Paolo Montagnani
- 2012-2013 :  Luigi Schiavon
- 2013 :  Valerio Baldovin

### Autres joueurs emblématiques
- Alessandro Fei (central, 2,04 m)
- Marco Meoni (passeur, 1,97 m)
- Luc Marquet (réceptionneur-attaquant, 1,94 m)
- Richard Schuil (pointu, 2,02 m)
- Björn Andrae (réceptionneur-attaquant, 2,00 m)
- Christian Pampel (réceptionneur-attaquant, 1,95 m)
- Marcin Nowak (central, 2,15 m)
- Krzystof Stelmach (réceptionneur-attaquant, 1,98 m)
- Vladimir Grbić (réceptionneur-attaquant, 1,93 m)
- Peter Veres (réceptionneur-attaquant, 2,00 m)